# Carabina Slim
Carabina Slim é um personagem fictício de  histórias em quadrinhos do gênero faroeste, surgido em 1967 e com histórias até 1987, uma produção dos artistas italianos Guido Zamperoni, Renzo Calegari e Onoforio Bramante (capas e cenários).
Ele é um veterano batedor do exercito americano, que ganhou o apelido de Carabina por carregar essa arma ao invés das tradicionais pistolas. Há muito humor em suas histórias, tendo inclusive aparecido uma "diligência a vapor".
As aventuras de Carabina Slim foram publicadas em Brasil como revista em quadrinhos pela Editora Noblet, a partir de 1975. Como complemento eram publicadas histórias da série O Gaúcho, criada por Júlio Shimamoto. As histórias de O Gaúcho eram republicações de tiras publicadas originalmente no suplemento Folhinha de São Paulo, 1963-1965.